# Сутиванац
Сутиванац (хрв. Sutivanac, итал. San Giovanni d’Arsa) је насељено место у општина Барбан, Истарска жупанија, Република Хрватска.

## Историја
До територијалне реорганизације у Хрватској била је у саставу старе општине Пула. Као самостално насељено место, Сутиванац постоји од пописа 2011. године. Настао је спајањем некадашњих насеља Балићи II (део), Цвитићи, Долица, Горица, Меданчићи и Варош, која су укинута.

## Становништво
У попису становништва из 2011. Сутиванац је имао 347 становника.